# 标致雪铁龙EMP2平台
EMP2（高效模块化平台2号）是法國标致雪铁龙汽車開發的轿车平台，用于PSA开发的前轮驱动或四轮驱动、横置发动机的紧凑型和中型汽车。PSA集团为此花费约6.3亿欧元，以取代之前的PF2和PF3平台。

## 特点
新平台实现了高度的模組化设计，可调节轴距、尺寸、长/短驾驶位和前梁部分，根据车型的定位可以选择多连杆独立悬挂或扭梁式后悬挂。与其前身PF2相比，新平台减轻了70公斤的重量，使用高强度钢，铝和镁合金，及复合材料 。
标致雪铁龙和通用汽车将在EMP2平台下开发其未来的PSA-GM联盟的车型 。

## 产品
EMP2平台使用在西班牙Vigo工厂投产的PSA 2013款雪铁龙C4毕加索 和2013年在法国索肖工厂生产的标致308 。

## 车型
基于EMP2平台的车型

### 标致
- 标致308（2代）

- 标致408（2代）

- 标致3008（2代）
- 标致5008（2代）

### 雪铁龙
- 雪铁龙C4 毕加索（2代）
- 雪铁龙C5 Aircross
- 雪铁龙C6

### 其他品牌
- 东风A9